# Calling Elvis
Calling Elvis (с англ. — «Телефонный звонок Элвису») — песня группы Dire Straits, написанная Марком Нопфлером. Впервые она появилась в последнем студийном альбоме группы, On Every Street 1991 года и была выпущена как первый сингл этого альбома, достигнув 21-й позиции в чартах Соединённого Королевства. Концертная версия этой песни появилась в альбоме 1993 года On The Night.
Режиссёром клипа на песню стал Джерри Андерсон, известный по телешоу Thunderbirds. В клипе участники группы представлены в виде кукол-марионеток. Продолжительность песни в клипе 4:24.

## Текст песни
Песня написана от лица поклонника Элвиса Пресли, который считает, что его кумир всё ещё жив (после смерти Пресли ходили слухи, что он не умер, а инсценировал собственную смерть), и содержит отсылки на некоторые его песни:
| Английский | Русский буквальный перевод |
| --- | --- |
| Calling Elvis Is anybody home? Calling Elvis I’m here all alone Did he leave the building Or can he come to the phone Calling Elvis I’m here all alone Well tell him I was calling Just to wish him well Let me leave my number Heartbreak Hotel Oh love me tender Baby don’t be cruel Return to sender Treat me like a fool | Звоню Элвису Есть кто-нибудь дома? Звоню Элвису Я здесь совсем один Он покинул здание? Или может подойти к телефону? Звоню Элвису Я здесь совсем один Что ж, скажите ему, что я звонил Просто пожелать ему добра Позвольте мне оставить мой номер Отель разбитых сердец Люби меня нежно Малютка, не будь жесткой Возврат к отправителю Обращайся со мной как с дураком |

Примечательно, что в 1980 году Марк Нопфлер поучаствовал в записи песни Фила Лайнотта «King’s Call», посвящённой Элвису Пресли.

## Список композиций в сингле
1. «Calling Elvis»
2. «Iron Hand»
3. «Millionaire Blues»

## Charts
| Чарт (1991)                                  | наивысшая позиция |
| -------------------------------------------- | ----------------- |
| Австралия (ARIA)                             | 8                 |
| Австрия (Ö3 Austria Top 40)                  | 8                 |
| Канада (RPM)                                 | 4                 |
| Франция (SNEP)                               | 7                 |
| Германия (GfK)                               | 8                 |
| Ирландия(IRMA)                               | 2                 |
| Италия (FIMI)                                | 3                 |
| Нидерланды (Dutch Top 40)                    | 2                 |
| Новая Зеландия (Recorded Music NZ)           | 9                 |
| Норвегия (VG-lista)                          | 2                 |
| Швеция (Sverigetopplistan)                   | 6                 |
| Швейцария (Schweizer Hitparade)              | 2                 |
| Великобритания (The Official Charts Company) | 21                |
| США Billboard Hot Mainstream Rock Tracks     | 3                 |